# Митчелл, Кэмерон (актёр)
Кэмерон Макдауэлл Мицелл (англ. Cameron McDowell Mitzell; 4 ноября 1918, Далластаун, Пенсильвания — 7 июля 1994 или 6 июля 1994, Пасифик-Палисейдс, Калифорния), больше известен как Кэмерон Митчелл (англ. Cameron Mitchell), — американский актёр кино, телевидения и театра. 

## Биография
Он начал свою карьеру на Бродвее, позже дебютировал в полнометражном кино в 1950-е годы, снявшись в крупных кинофильмах с Ланой Тернёр и Кларком Гейблом, таких как «Касс Тимберлэйн» (1945) и Возвращение домой (1948). Впоследствии он сыграл роль Хэппи Ломана в бродвейской постановке «Смерти коммивояжера» (1949), роль он также повторил в экранизации 1951 года. Впоследствии он подписал контракт с 20th Century Fox, которая сняла его в главных ролях в фильмах «Отверженные» (1952) и «Как выйти замуж за миллионера» (1953). Затем он снялся вместе с Дорис Дэй и Джеймсом Кэгни в мюзикле «Люби меня или покинь меня» (1955).
На протяжении 1960-х годов Митчелл снимался в спагетти-вестернах и итальянских фильмах, включая несколько совместных работ с Марио Бавой, а именно: «Вторженцы» (1961), «Шесть женщин для убийцы» (1964) и «Кровь за кровь» (1966). В 1967-71 годах Митчелл играл в телесериале-вестерне «Высокий кустарник». С середины 1970-х годов Митчелл снимался во многих эксплуатационных фильмах и фильмах ужасов, таких как «Бойня» (1972), «Призраки» (1976), «Кошмар дома на холмах» (1978) и «Немой крик». Митчелл продолжал появляться в кино и на телевидении на протяжении 1980-х годов, в том числе во второстепенных ролях в фильмах «Остров Франкенштейна» (1981), «Поезд страха» (1985) и «Потомственное проклятие» (1987), а также в научно-фантастическом фильме «Мятеж в космосе» (1988).
Он умер в 1994 году от рака лёгких в возрасте 75 лет.